# Anthurium andinum
Anthurium andinum är en kallaväxtart som beskrevs av Adolf Engler. Anthurium andinum ingår i släktet Anthurium och familjen kallaväxter. Inga underarter finns listade.